# Luigi Cascioli
Luigi Cascioli (Bagnoregio, 16 febbraio 1934 – Viterbo, 15 marzo 2010) è stato un saggista italiano, noto per i risvolti polemici e mediatici della sua attività di studio e per la militanza anti-religiosa e anticlericale. Dopo la frequentazione giovanile del seminario, abbandonò la religione. Diplomato perito agrario, è successivamente stato insegnante, ufficiale dell'Esercito italiano, lavoratore nel campo dell'edilizia all'estero e infine studioso autodidatta di storia del Cristianesimo.

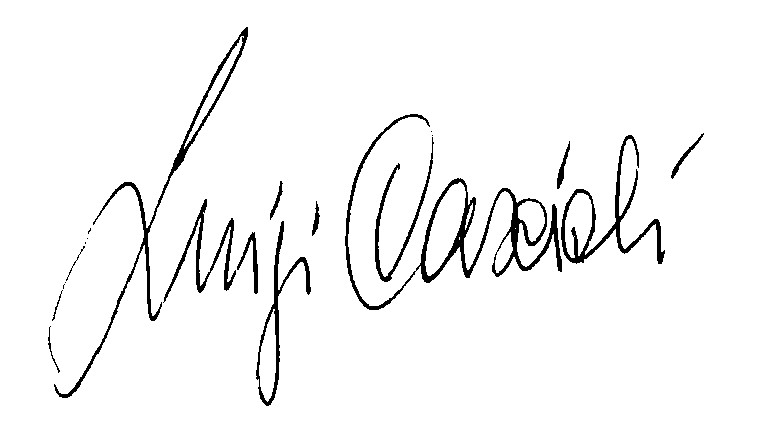
Firma

Autore del libro autopubblicato La favola di Cristo, ha acquisito notorietà per aver denunciato la Chiesa cattolica per «abuso di credulità popolare» e «sostituzione di persona», in una vertenza giudiziaria che non è stata accolta. Egli basa le sue accuse alla Chiesa sui risultati delle proprie ricerche, tendenti a dimostrare che la figura di Gesù sarebbe un artificio cristiano perpetrato nei secoli e fondato sulla figura (letteraria ma a suo dire storica) di Giovanni di Gamala. 

## La denuncia
(Luigi Cascioli)
Il 13 settembre 2002 Luigi Cascioli ha denunciato la Chiesa nella persona del parroco Enrico Righi, suo ex compagno di seminario ed amico, per i reati di "abuso della credulità popolare" e "sostituzione di persona". Secondo Cascioli, don Enrico Righi era colpevole di aver scritto nel bollettino parrocchiale che Gesù era realmente esistito. Nel suo libro La favola di Cristo egli spiega chiaramente che la sua denuncia è una provocazione nei confronti della Chiesa e che non implica nessuna animosità verso il parroco.
Questa iniziativa ha procurato a Cascioli l'attenzione dei mezzi d'informazione, specialmente all'estero, ed è stato intervistato, tra gli altri, dalla BBC e dalla RAI.

### Iter giudiziario della denuncia
L'iter giudiziario della denuncia presentata da Cascioli è il seguente:
- 27 marzo 2003: la Procura di Viterbo chiede l'archiviazione in quanto "le richieste di indagini sono inammissibili formalmente e per l'oggetto dell'accertamento" oltre che "la denuncia è palesemente infondata e non si riscontrano ipotesi di reato".
- 14 maggio 2003: Cascioli ricorre contro la richiesta di archiviazione lamentando che l'indagine sarebbe stata condotta superficialmente e avrebbe mancato di motivazioni (la procura aveva aperto una procedura "contro ignoti" mentre la querela indicava il parroco Enrico Righi, le inammissibilità formali e di oggetto non erano state specificate, ecc.).
- 26 settembre 2003: il giudice per le indagini preliminari non accoglie la richiesta della procura e fissa l'udienza il giorno 21 novembre 2003.
- 28 novembre 2003: il G.I.P. (Gaetano Mautone), all'udienza preliminare, rigetta l'opposizione di Cascioli e dispone l'archiviazione del procedimento ordinando la restituzione degli atti al pubblico ministero.
- 24 marzo 2004: Cascioli si oppone all'archiviazione e presenta una nuova denuncia.
- 20 aprile 2004: don Enrico Righi viene iscritto nel registro degli indagati, atto dovuto secondo le vigenti norme di procedura penale italiane.
- 28 agosto 2004: lo stesso P.M. (Renzo Petroselli) che aveva richiesto l'archiviazione del caso a seguito della prima denuncia richiede, anche in questo caso, l'archiviazione per "la manifesta infondatezza della notizia di reato" e la totale estraneità "alla sede giudiziaria ogni indagine sulla materia prospettata dal Cascioli".
- 23 settembre 2004: Cascioli si oppone all'archiviazione chiedendo "una perizia tesa a determinare se la figura di Gesù Cristo, come riferita nello scritto firmato da don Enrico, abbia fondamento reale ed aderenza a dati storici".
- 29 aprile 2005: Cascioli presenta domanda di ricusazione del G.I.P. Gaetano Mautone (in quanto aveva già disposto l'archiviazione della prima denuncia).
- 26 maggio 2005: la Corte di Appello di Roma, quarta sezione penale, respinge la richiesta in quanto "manifestamente inammissibile" dato che la ricusazione del giudice non è "prevista allorché il giudice venga chiamato a decidere in ordine ad un fatto analogo ad altro già deciso". Inoltre la corte rileva che Cascioli "ha spinto la propria temerarietà fino a chiedere si procedesse ad accertamenti tecnici finalizzati all'accertamento della figura storica del Cristo". Per questi motivi il querelante viene condannato alla pena pecuniaria di 1.500 Euro.
- 9 febbraio 2006: il procedimento viene infine archiviato dal G.I.P. Gaetano Mautone che ribadisce le stesse motivazioni della decisione precedente ed aggiunge che il parroco Righi "si è limitato a sostenere l'umanità, cioè l'essenza dell'uomo Gesù, non già ad affermarne l'esistenza storica, come sostenuto dall'opponente". Inoltre chiede al P.M. di valutare "la sussistenza degli estremi del reato di calunnia in danno" del querelato.
- Cascioli presenta quindi ricorso alla Corte europea per i diritti dell'uomo di Strasburgo, il quale non viene accolto.

## Gli studi di Cascioli

### Biografia e formazione
Cascioli era nativo di Bagnoregio; suo nonno, l'omonimo Luigi Cascioli, ingegnere e architetto (secondo le affermazioni del nipote) e sindaco dei comuni di Roccalvecce, Sipicciano e Montecalvello, fu costretto, dall'influenza della Chiesa cattolica, a rinnegare i suoi princìpi laici in quanto aveva giurato fedeltà al Governo Italiano al momento di diventare sindaco, con due diverse abiure sotto minaccia di scomunica e ritorsioni, avendo violato il non expedit, documenti del 1889 e del 1890 di cui Cascioli pubblica le foto della copia (tratta dall'originale conservata nella diocesi di Bagnoregio) nella sua Lettera aperta al Vaticano; si diplomò presso l'Istituto Tecnico Agrario della sua cittadina nel 1954, divenendo un perito agrario. Dopo due anni di insegnamento presso una scuola media e quattro anni di ufficiale, è partito per l'estero dove ha prevalentemente lavorato come operaio, muratore e artigiano nel settore edile. Sposò la moglie Ada ed ebbe la figlia Elena. Tornò in Italia verso la pensione.
Per tutta la vita, sin dal seminario frequentato nel triennio adolescenziale (all'epoca l'unica possibilità data ai cittadini di Bagnoregio), ha coltivato un profondo interesse per gli studi religiosi, svolti dal punto di vista di un non credente, pur non conseguendo mai un titolo formale che lo identificasse come storico. Durante il periodo del seminario (scuole medie), nonostante la giovane età, sentiva fastidio per il gonnellone lungo (così lo chiamava) che gli scolari dovevano vestire e di frequente faceva domande ai preti mettendoli in difficoltà tanto da venir chiamato "Lutero". Il giovane Cascioli parlava senza tabù di argomenti dottrinali e storici con gli insegnanti. La sua continua ricerca sull'origine e il divenire, in particolare, dell'Ebraismo e del Cristianesimo, è culminato nell'opera La Favola di Cristo in cui la sua teoria viene esposta in maniera compiuta. 
Salito alla ribalta in età matura, è scomparso nel 2010 all'età di 76 anni a Roccalvecce, frazione di Viterbo.

### Tesi
Cascioli si è dedicato alla ricerca sull'esistenza di Gesù e sulle origini del Cristianesimo, esponendole nel libro autopubblicato La favola di Cristo (il cui sottotitolo è: Inconfutabile dimostrazione della non esistenza di Gesù; Cascioli afferma comunque che alcune figure messianiche simili - seppure diverse e completamente umane e terrene - siano esistite, e Giovanni di Gamala sia la principale). 
Nella Ricerca del Gesù storico il suo approccio è per vari aspetti confrontabile con alcuni autori del movimento di pensiero razionalista, tra il XVIII e il XIX secolo: necessaria giustificazione scientifica ovvero diniego del fenomeno miracoloso, Gesù Cristo come rivoltoso esseno, i Vangeli quale fonte storica non primaria (o del tutto astorica), la conseguente "secondarizzazione" della natura divina di Gesù Cristo rispetto a quella umano-storica (l'unica oggetto di trattazione).
Il libro è di fatto la parte integrante della sua accusa alla Chiesa cattolica allegato agli atti della denuncia ed è dedicato alla memoria di Jean-François Lefebvre d'Ormesson, cavaliere de La Barre, un giovane francese (su cui scrisse anche Voltaire) condannato a morte per "miscredenza" e "blasfemia" nel XVIII secolo. Il titolo è la ripresa di una frase contenuta in una lettera apocrifa attribuita a papa Leone X, o ad altri papi, presunti non credenti, come Paolo III: "Historia docuit quantum nos iuvasse illa de Christo fabula", cioè "la storia ci ha insegnato quanto ci abbia giovato quella favola di Cristo".

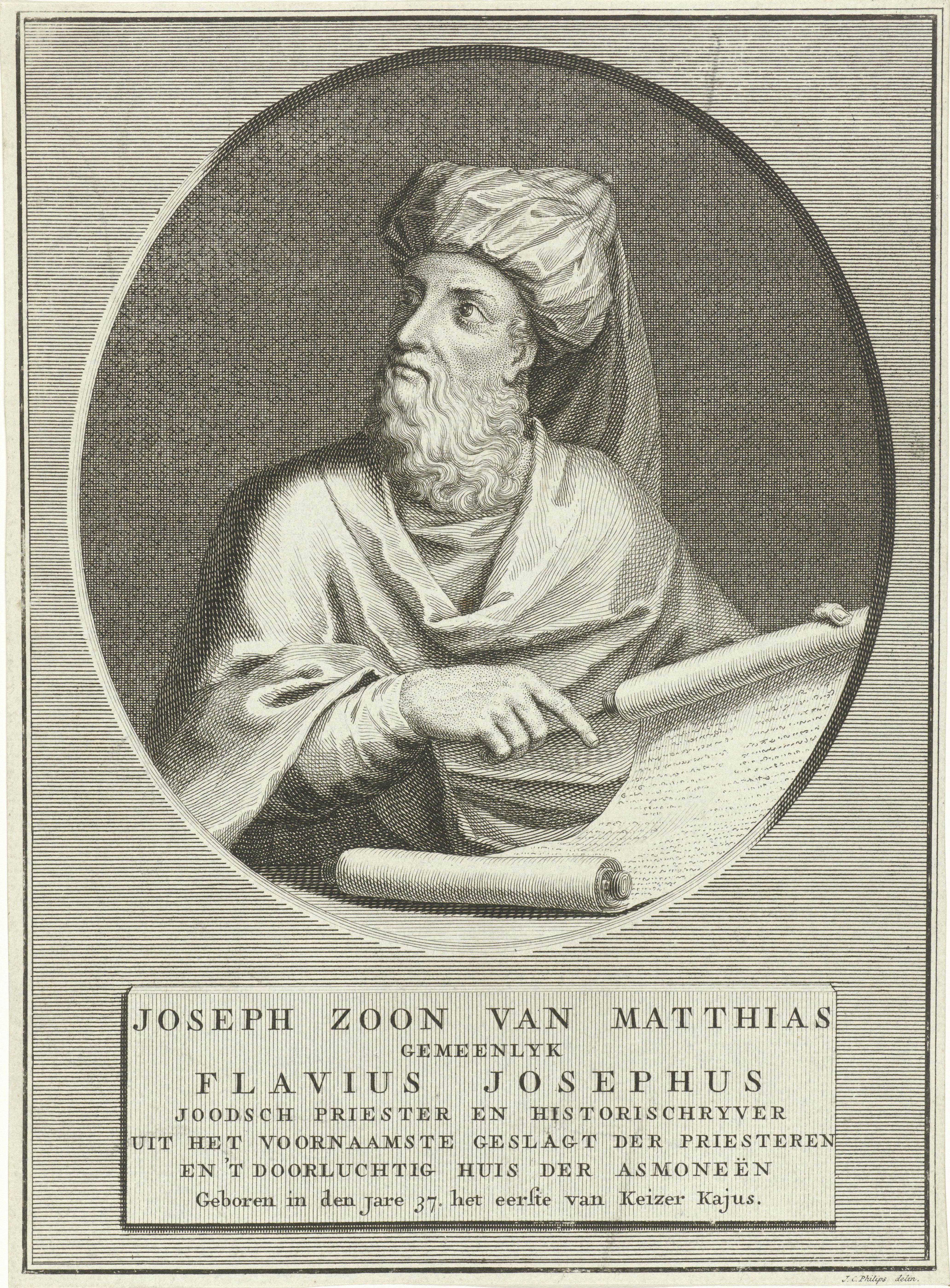
Flavio Giuseppe, storico ebreo-romano da cui Cascioli riprende molte notizie

Secondo le ricerche contenute nel libro di Cascioli il Gesù conosciuto non sarebbe mai esistito e la sua figura altro non sarebbe che una costruzione fittizia compiutasi nella seconda metà del II secolo attraverso l'aggiunta di elementi fantastici (miracoli, apparizioni, terremoti...) e le continue falsificazioni, aggiunte e sostituzioni di parole e significati dei testi antichi. Il personaggio di Gesù, in particolare, sarebbe ricalcato su quello di Giovanni di Gamala (detto anche Yehōchānān ben Judah in ebraico, Yochanan bar Yehuda in aramaico cioè Giovanni figlio di Giuda, conosciuto anche come Giovanni il Nazoreo), una figura da alcuni ritenuta soltanto letteraria, che per Cascioli sarebbe uno dei membri del gruppo ebraico estremista ed antiromano degli Zeloti, vicino agli Esseni. Giovanni sarebbe stato uno dei figli di Giuda il Galileo, un pretendente al trono di Israele, preteso discendente quindi dalla dinastia dei re Asmonei-Maccabei, preteso esponente della tribù di Giuda nonché presunto appartenente alla stirpe del Re Davide. Giuda il Galileo fu inoltre il fondatore della setta zelota.
Nel suo libro Cascioli contesta inoltre la fondatezza storica dell'Antico Testamento. Egli afferma che l'Antico Testamento non sarebbe altro che una collezione di testi di provenienza disparata (di origine sumera, sumero-babilonese, babilonese, egiziana, persiana e indiana), con derivazione da diverse religioni pre-ebraiche, e redatta a partire dal VI secolo a.C. Ad esempio la redazione più antica del testo, secondo Cascioli, non comprenderebbe la vicenda di Abramo (inserita successivamente), e al racconto della Torre di Babele sarebbero seguite immediatamente le vicende di Mosè e l'uscita degli Ebrei dall'Egitto. L'obiettivo sarebbe stato quello di unire il popolo ebraico (sino ad allora politeista) sotto un unico dio, in modo da poter eliminare le lotte intestine fra tribù di pastori-predoni e tentare di creare una nazione compatta.
Alcuni dei punti fondamentali della teoria di Cascioli sono di seguito illustrati.

#### Origine delle leggende bibliche
Molte delle più famose vicende bibliche sarebbero riconducibili ad altrettante leggende presenti nelle principali religioni dell'epoca. Non fa eccezione quella di Mitra, logos nella religione avestica zoroastriana e nel Mitraismo (forma misterica del mazdeismo-zoroastrismo, diffusa dalla Persia alla Grecia e poi a Roma con il culto sincretico pseudo-mitraico del Sol Invictus), tanto quanto Gesù in quella cristiana.. Questa tesi del Cascioli, ripresa da quella di vari studiosi mitisti, è stata contestata da vari studiosi di storia..

#### Esistenza di Nazaret
La descrizione, peraltro molto scarna, di Nazaret presente nei Vangeli non corrisponderebbe all'attuale città di Nazaret, bensì a Gamala nella regione del Golan. Dai Vangeli egli ricava infatti che Nazaret è situata in cima a un monte e nei pressi del Lago di Tiberiade, quando invece l'attuale Nazaret è sita in collina e dista quaranta chilometri dal lago. Inoltre vengono rilevate molte incongruenze tra le date e i luoghi.. Le tesi del Cascioli sulla non-esistenza di Nazaret sono state criticate dal biblista Silvio Barbaglia nel suo libro La favola di Cascioli (pag. 37)..
Questa ipotesi è trattata ad esempio da M. Craveri, La vita di Gesù (1974):

#### Giovanni di Gamala e i ribelli zeloti

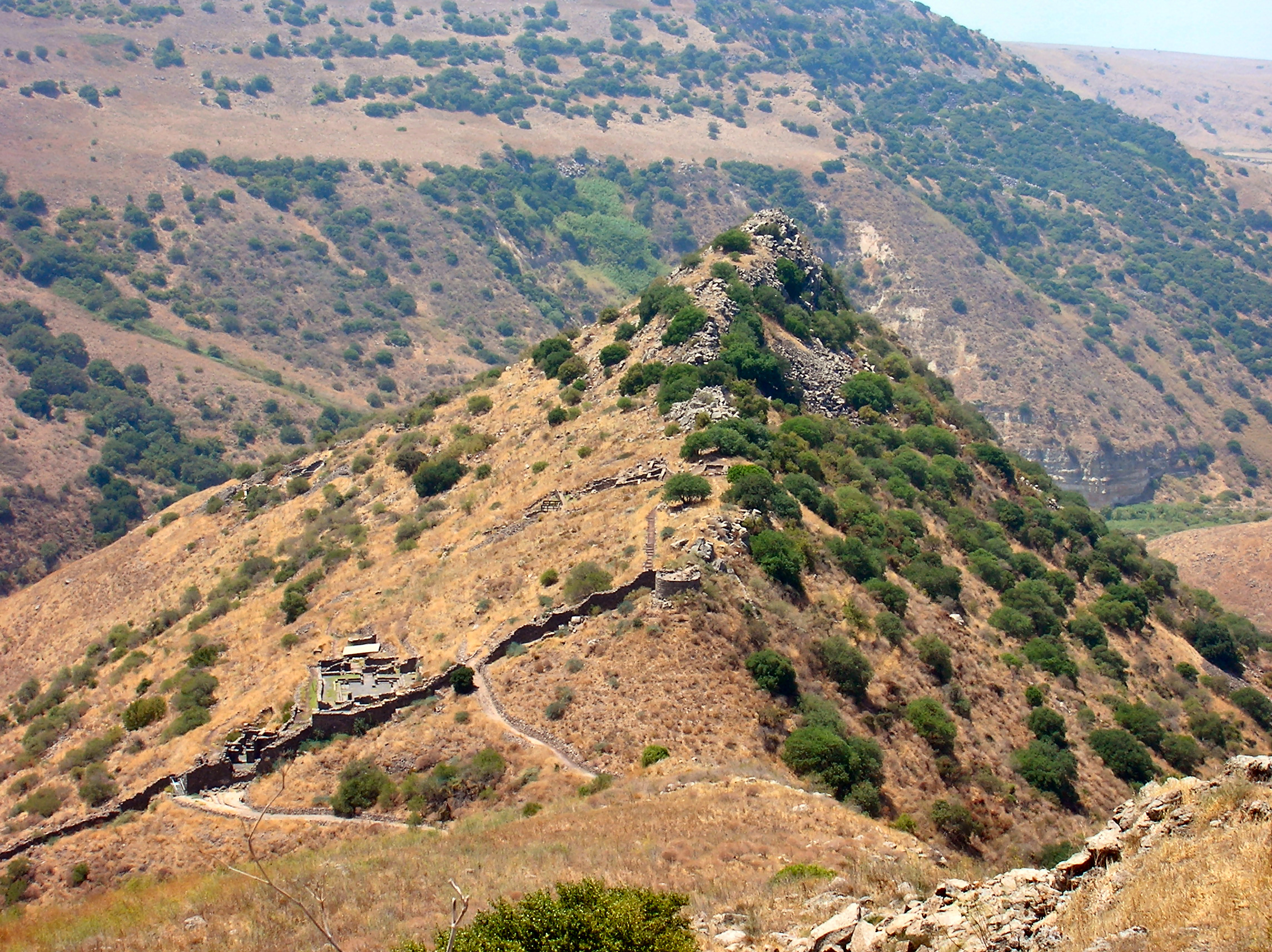
Panorama delle rovine di Gamala, secondo Cascioli la vera Nazaret biblica.

La teoria di Cascioli, tratta da alcuni studiosi precedenti del XIX e XX secolo, sulla figura di Giovanni di Gamala, figlio di Giuda, detto anche Nazoreo ("maestro esseno nazireo"), Galileo (soprannome dato agli zeloti dai romani, non collegato alla Galilea) e più tardi anche Soter e Yeshu ("Salvatore", in greco ed ebraico), Messia e Cristo ("l'unto", dall'ebraico e dal greco), punto chiave dell'argomentazione, è articolata come segue:
1) Il termine "Nazareno", con cui Gesù viene chiamato in alcuni passi dei Vangeli, sarebbe stato distorto dagli evangelisti in un inesistente riferimento a Nazaret, mentre il significato reale sarebbe quello di "Nazoreo", cioè "Nazir", membro iniziato dalla comunità essena in preparazione di una rivolta ebraica contro l'Impero Romano (derivato dal termine veterotestamentario di Nazireo) nell'ambito della Quarta Filosofia (zelota). Lo stesso appellativo Gesù, non sarebbe stato nome proprio all'epoca della Palestina evangelica, ma un soprannome basato sul nome ebraico Yehoshua ("Giosuè"), abbreviato in "Yeshu", e traduzione letterale di "Soter", nome greco significa "Salvatore", che è un epiteto di alcune divinità ellenistiche come Dioniso, Esculapio o Serapide, in origine di Zeus; lo stesso culto di Serapide si confuse anche col cristianesimo secondo le parole dell'imperatore Adriano, ed era la stessa cosa:
(Historia Augusta, Vita di Saturnino, 8, 2)
Risulterebbe poi strano il caso dei nomi Gesù Cristo (Messia) e Gesù detto Barabba (Figlio del padre), entrambi con l'epiteto "soter" in aramaico ed entrambi figure messianiche, che sarebbero quindi rappresentazioni fittizie di Giovanni.

Anche il filosofo pagano Celso secondo Cascioli sembra voler dire che "Gesù" fu solo un nome dato dai seguaci a un ribelle ebreo; Celso riporta, probabilmente da una voce che circolava fra gli ebrei, che era figlio illegittimo di un militare romano, Tiberio Giulio Abdes Pantera. Il passo di Celso che afferma che Gesù non era un nome proprio è il seguente, in realtà tratto dall'introduzione di una edizione anticlericale del Discorso veritiero, intitolata Contro i cristiani: 
 Nell'introduzione a La croce di spine di Giancarlo Tranfo, Cascioli parla anche dell'ipotesi mitista mista di un messia degli gnostici (ne La favola di Cristo ricorda una rivolta di un messia-predicatore egiziano di alcuni anni dopo riportata da Flavio Giuseppe) forse chiamato Yeshua ben Pantera (messia di Aronne), come Giovanni di Gamala sarebbe stato il messia guerrigliero (messia davidico).
(F. Giuseppe, Antichità giudaiche, sulla rivolta del predicatore egiziano)
(L. Cascioli)
2) Per Cascioli il personaggio di Giovanni di Gamala presenterebbe quindi delle notevoli analogie con quello di Gesù.
- Nel Protovangelo di Giacomo si narra la persecuzione di Erode contro gli eredi presunti degli Asmonei (quasi tutti i primogeniti Maccabei-Asmonei si chiamavano Giovanni[31]), attestata anche da Giuseppe Flavio; in particolare quella contro Giovanni Battista, costretto a fuggire in Egitto (che presenta, come capita spesso nelle vicende bibliche (si vedano vicende di Abramo e Sara, Isacco e Rebecca), analogie e ripetizioni sorprendenti con la persecuzione di Gesù da parte di Erode), strana se egli fosse stato solo il figlio di un sacerdote di nome Zaccaria: secondo Cascioli Giovanni Battista era un rivoluzionario nazoreo zelota-esseno definito messia politico estremamente popolare in Palestina, che incitava il popolo a ribellarsi ai romani, e, come Giuseppe Flavio scrisse su Antichità giudaiche, fu fatto uccidere per decapitazione da parte di Erode Antipa, nel 36 d.C.

Il personaggio di Giuseppe padre di Gesù (figlio di Giacobbe/Eli) per Cascioli sarebbe stato inventato e basato in parte su Giuseppe figlio di Giacobbe-Israele, perché doveva rappresentare un uomo che sapesse resistere alle tentazioni di natura sessuale (per non compromettere la verginità di Maria) come lo fu Giuseppe quando rifiutò le pretese sessuali della moglie di Putifarre, onde cancellare la memoria di Giuda il Galileo, padre di Giovanni di Gamala. Secondo il Cascioli dopo l'uccisione di Giovanni Battista il nuovo messia politico divenne Giovanni di Gamala. La storia di Giovanni (Battista) e Gesù è narrata in modo molto simile, al che sembra che i due personaggi e i loro nomi si confondano; nel Protovangelo si dice anche, appunto, che Giovanni era destinato ad essere Re d'Israele, ed Erode lo temeva:
(Protovangelo di Giacomo, 22-23)

Cascioli sostiene che il prologo del Vangelo secondo Giovanni descriva Giovanni di Gamala e non il Battista: 
- C'è un accenno ad un potente ribelle della fazione zelota di nome Giovanni in un'opera di Giuseppe Flavio[35], precisamente nell'ottavo capitolo del VII libro della Guerra giudaica, dal paragrafo 252 al paragrafo 274., evidenziato dallo studioso amico di Cascioli Emilio Salsi.[36] Questo Giovanni è solitamente identificato con Giovanni di Giscala, ma Cascioli e Salsi contestano l'affermazione sostenendo l'interpolazione, affermando che è anche il Giovanni in cui si parla all'inizio del vangelo dell'omonimo apostolo; inoltre Giovanni di Giscala non è descritto mai come guerrigliero zelota seguace della "quarta filosofia" essena (quella di Giuda, che voleva l'indipendenza e l'abolizione della schiavitù), e solitamente è chiamato Giovanni figlio di Levi; invece Giovanni di Gamala sarebbe stato zelota, anche se non rispettava, come Gesù appunto, le regole farisaiche pur essendo nazireo. Infatti Giuseppe Flavio parla male di questo Giovanni, cioè il presunto figlio di Giuda, suo lontano parente, e critica Giovanni di Giscala per il suo cambio di fronte opportunista (era avido di denaro e potere secondo Giuseppe) ma senza attribuirgli il fanatismo ideologico dell'omonimo né la mancanza di rispetto religioso, o l'abitudine di incendiare i villaggi[31]; del Giovanni citato viene poi detto che fu giustiziato dai romani, mentre Giovanni di Giscala fu risparmiato da Tito, deportato a Roma e condannato da Vespasiano alla prigione a vita, in quanto non era uno zelota. Inoltre il Giovanni ed il Simone Bar Ghiora, un capo zelota citato oltre (il quale fu giustiziato a Roma), al paragrafo 266 vengono descritti come implicita da parentela ed amicizia (come il presunto Giovanni di Gamala e Simone Barjona), mentre Giovanni di Giscala e Simone non erano parenti, ed erano nemici (Giovanni d'altronde era nome diffuso, come si vede anche dal ritrovamento delle ossa di Yehohanan ben Hagkol, crocifisso dai romani). Il passo di Giuseppe Flavio è il seguente:

(Giuseppe Flavio, Guerra giudaica, libro VII, capitolo 8, 253-54, 263-266, 268, e 272)

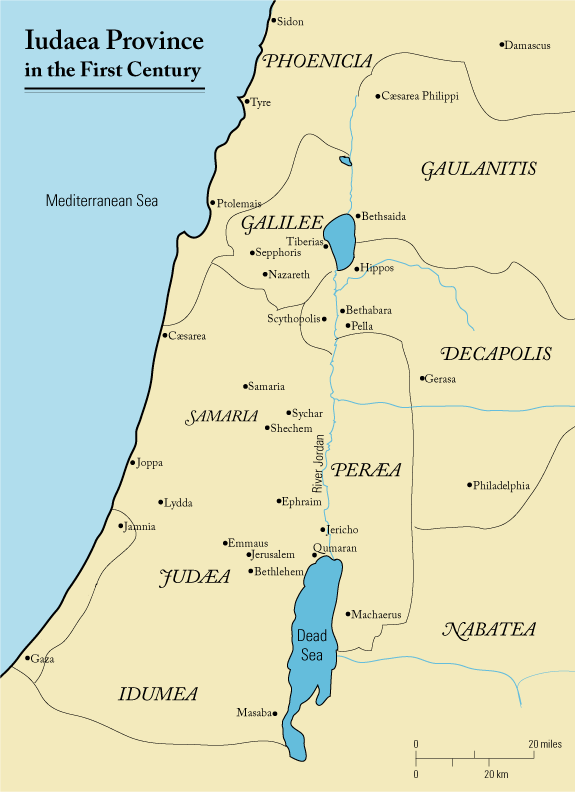
Suddivisione di Giudea e Galilea nel I secolo

- Uno degli apostoli, che hanno nome uguale ad alcuni figli di Giuda, è Giacomo il Maggiore conosciuto come "fratello di Giovanni" nei Vangeli e negli Atti degli Apostoli; Cascioli identifica in parte l'apostolo Giovanni in Giovanni di Giscala, che non era fratello di Giacomo e il discepolo che Gesù amava (quindi lo stesso evangelista Giovanni) in Lazzaro di Betania; quindi ci sarebbe un Giovanni più importante cancellato dalla storia, il quale era originario di Gamala come il padre e i fratelli. Inoltre si parla di numerose donne di nome Maria, a volte indicate come sorelle, e sarebbe assurdo che la madre di Gesù avesse nome uguale alla sorella, se non fosse un unico personaggio, diviso in vari personaggi; una di loro è indicata come "madre di Giovanni detto Marco" (sebbene i non cittadini romani non potessero assumere nomi romani) e il nome Giovanni fa spesso la sua comparsa.[37]

- Cascioli e i mitisti citano anche il vangelo dello pseudo-Matteo, il codice di Arundel e il codice di Hereford[38]

Giovanni di Gamala è ritenuto da molti una sola figura letteraria. Cascioli, affermando che egli era figlio primogenito di Giuda il Galileo (personaggio storico citato da Giuseppe Flavio, fondatore del movimento zelota, ucciso durante una sua rivolta anti-romana nel 7 d.C.) e di sua moglie Maria, sostiene che aveva sei fratelli, di cui quattro (Simone, Giacomo, Teuda e Menahem) sono citati anche da Flavio Giuseppe nella Guerra giudaica e nelle Antichità giudaiche, e due sorelle; per Cascioli vi sarebbe una somiglianza dei nomi tra le famiglie e i gruppi: 1) figli di Giuda (Simone, Menahem, Giacomo, forse un altro Giuda e Menahem) 2) apostoli (Simone, Giacomo, Giuda) e i fratelli di Gesù (Simone, Giacomo, Giuda, Giuseppe, ecc.). Per Cascioli i fratelli di Giovanni di Gamala sarebbero quindi i seguenti:
- Simone (secondogenito di Giuda), detto "Bariona" ovvero «latitante, fuorilegge, ricercato» in aramaico, (ma che secondo Cascioli sarebbe stato di proposito tradotto erroneamente con "Bar Jona", cioè "figlio di Giona", per nascondere la sua vera identità), noto anche come "Kefas" ovvero "pietra, roccia", secondo Cascioli chiamato così per il suo aspetto imponente; Sempre secondo Cascioli egli venne crocifisso col fratello Giacomo nel 46, sotto il procuratore Tiberio Giulio Alessandro. Da lui si sarebbero ispirati i personaggi di Pietro apostolo (Simon Pietro) e Simone fratello di Gesù; 
- Giacomo (terzogenito di Giuda), detto "Zaddik" ovvero «giusto, che porta giustizia», crocefisso nel 46 col fratello Simone. Da lui si sarebbero ispirati i personaggi di Giacomo il Maggiore ("fratello di Giovanni"), Giacomo il Minore e Giacomo il Giusto ("fratello di Gesù");
- Giuda detto Taddeo, Teuda e soprannominato Tommaso e Didimo, aggettivi che significano "gemello" in lingua greca o aramaica e nominato così per la somiglianza d'aspetto con il fratello Giovanni; fu giustiziato sommariamente per decapitazione nel 45 sotto il procuratore Cuspio Fado, per aver organizzato una sommossa "messianica". La sua testa mozzata fu portata a Gerusalemme. Da lui e da Giuda si sarebbero ispirati i personaggi di Giuda Taddeo, Giuda Tommaso detto Didimo, Teuda e Giuda fratello di Gesù;
- Giuseppe, meglio noto come Menahem, che fu ben documentato da Giuseppe Flavio, il quale lo cita come ultimo figlio di Giuda il Galileo e come parente di Eleazaro bar Jair (Eleazaro figlio di Giairo). Nato nel 6 d.C., divenne capo degli zeloti nei suoi ultimi anni di vita, nominato re a Gerusalemme. Durante la prima guerra giudaica uccise il sommo sacerdote Ananìa, ma fu a sua volta ucciso, nella stessa guerra, dai partigiani di Eleazaro figlio di Ananìa, nel settembre del 66. Avrebbe ispirato il personaggio di Giuseppe fratello di Gesù, chiamato anche Joses (Giosia), secondario e non considerato un "apostolo" perché giovane e ancora estraneo alla ribellione all'epoca dei fatti;
- Eleazaro, figlio o nipote, capo zelota nella guerra del 70 Porta lo stesso nome di un altro capo zelota del 70, Eleazaro cognato di Giovanni, e altri con cui talvolta è confuso (Eleazaro di Anania, Eleazaro di Simone, Eleazaro ben Yair, Eliezer ben Hurcanus)
Cascioli identifica poi Eleazaro di Simone in Lazzaro di Betania, parente e cognato di Giovanni di Gamala col discepolo che Gesù amava e con Eleazaro bar Jair; Eleazaro morì suicida nel 74 d.C., alla fine della prima guerra giudaica, a Masada. Il personaggio di Giovanni Evangelista sarebbe stato un'altra controfigura di Eleazaro. Anche la figlia di Giairo che Gesù avrebbe resuscitato sarebbe un'altra controfigura di Eleazaro, il quale era un personaggio estremamente compromettente a causa della fratellanza con Maria Maddalena/di Betania, moglie di Giovanni. Giovanni di Gamala avrebbe difatti sposato Maria di Betania, sua parente (figlia di Giairo e sorella di Eleazaro), che egli identifica con Maria Maddalena; sarebbe stata "sdoppiata" di proposito nel II secolo, al momento della redazione dei Vangeli, per confondere i cristiani provenienti dal paganesimo, così da nascondere il fatto che ella fosse stata la moglie di Giovanni. A loro si sarebbero uniti:
- Simone detto lo "Zelota": lui avrebbe ispirato l'apostolo Simone il Cananeo; forse controfigura dello stesso Simone Bariona
- Giovanni di Giscala, secondo Cascioli figlio di Levi-Matteo e poi rivale di Eleazaro nella guerra giudaica del 70; abbandonò subito la lotta zelota perché non era antiromano, salvo ribellarsi successivamente. Egli sarà catturato dai romani, che lo condanneranno all'ergastolo, risparmiandogli la vita;
- Giuda detto Iscariota, ovvero "sicario", cioè assassino di professione nella setta zelota, esecutore di omicidi politici; 
Questi nomi richiamano i principali apostoli (nei vangeli si parla esplicitamente dei fratelli di Gesù, ma molti studiosi sottolineano che nella tradizione ebraica il termine fratelli può anche indicare genericamente dei consanguinei). Il presunto Giovanni di Gamala formò con essi una banda armata in rivolta contro l'occupazione romana, approfittando del malcontento dovuto a una carestia, si proclamò re a Gerusalemme ma fu catturato nell'orto del Getsemani e crocifisso su un palo (non su una croce) nel 39 d.C. (o in questa ricostruzione, 39 e.v.) all'età di cinquant'anni (secondo Cascioli nacque nel 12 a.C.). 
Giovanni di Gamala sarebbe morto durante il governo del prefetto Publio Petronio Marullo, o sotto un funzionario anonimo, e non di Ponzio Pilato, come scritto nei Vangeli (inoltre il titolo esatto, risultante da iscrizioni, era appunto prefetto e non procurator Augusti come indicato nei Vangeli e in Tacito); difatti Pilato, a causa di malversazione e corruzione, oltre che della sua eccessiva crudeltà nella repressione contro i samaritani durante la rivolta del monte Garizim nel 36, era stato rimosso dal governatore della Siria Lucio Vitellio il Vecchio con l'assenso dell'imperatore Tiberio, e sostituito prima con Marcello e poi con Marullo. Rimandato a Roma nel 37 per essere giudicato, Pilato venne forse esiliato nelle Gallie (oppure costretto a suicidarsi) per ordine del nuovo imperatore Caligola. Secondo Giuseppe Flavio, Vitellio, si recò per la seconda volta a Gerusalemme in due anni, nella primavera del 37. Questa volta era accompagnato da due legioni inviate da Tiberio, che gli aveva ordinato "di muovere guerra contro il re Areta IV". La condanna a morte per sedizione di Giovanni di Gamala sarebbe quindi stata comminata intorno alla Pasqua ebraica di quell'anno da Lucio Vitellio stesso in qualità di legatus Augusti pro praetore, l'unico funzionario che ne aveva effettivo potere (non un semplice prefetto).
Secondo il Cascioli gli apostoli sarebbero stati in realtà dei guerriglieri rivoluzionari nazionalisti, accoliti del movimento zelota e chiamati banda dei Boanerghes (in aramaico "figli del tuono", nome attribuito correntemente dall'esegesi cattolica a Giovanni apostolo e al fratello Giacomo): ad esempio Giuda iscariota deriverebbe il suo appellativo da sicario, mentre Simone zelota (detto anche il Cananeo) denuncerebbe l'appartenenza alla setta zelota. Secondo il Cascioli Questa appartenenza ad un gruppo ribelle viene dedotta da alcune frasi di minaccia contenute negli stessi Vangeli, come quando Pietro estrae la spada contro il servo del Sommo Sacerdote e i soldati della coorte romana; oppure quando Giacomo e il fratello Giovanni vogliono bruciare, invocando un "fuoco dal cielo", un villaggio samaritano che li ha respinti. Questa era una tipica tattica di rappresaglia degli zeloti contro i giudei considerati traditori e collaborazionisti con i romani, ed è descritta da Flavio Giuseppe e Filone Alessandrino.
Tutte queste tesi del Cascioli sono state criticate nel dettaglio da Silvio Barbaglia nel suo libro La favola di Cascioli a pag. 24 e a pag. 33.

#### Le origini della Chiesa nel II secolo

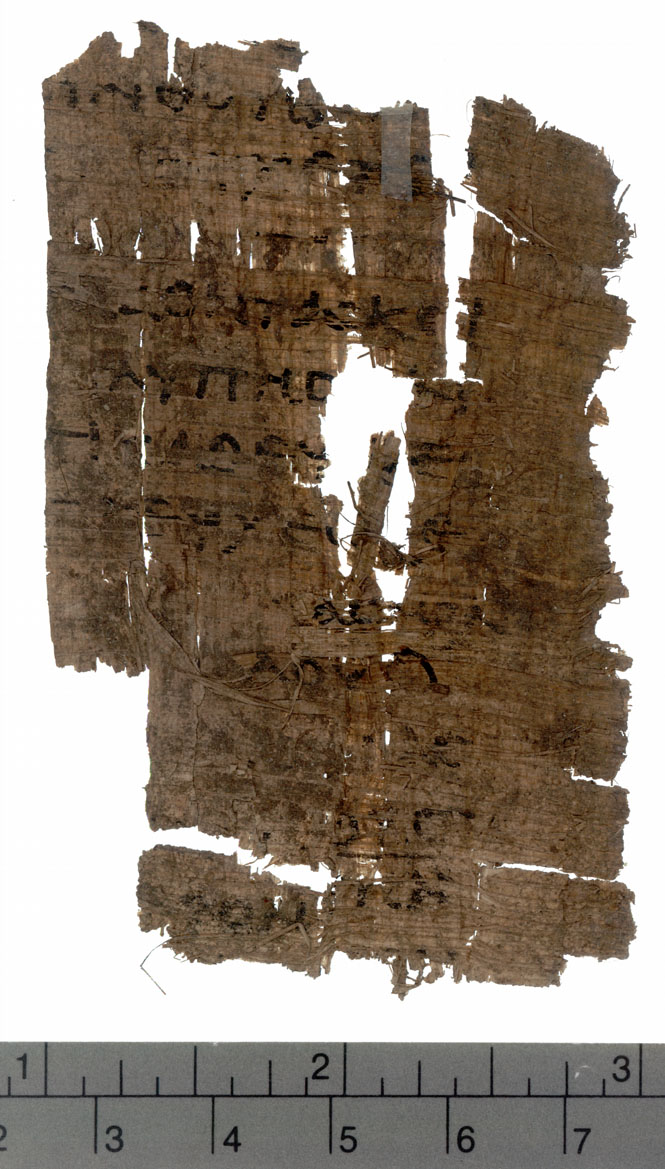
Papiro con frammento del Vangelo di Marcione (II secolo), che secondo Cascioli sarebbe il primo vangelo mai scritto, assieme ai Detti redatti da Papia. Marcione avrebbe scritto secondo lui anche le lettere di Paolo e gli Atti degli apostoli, attribuendo le prime al nazir Paolo di Tarso e le seconde al medico siriano Luca.

Dopo la guerra giudaica del 70, gli esseni pacifici, esautorati gli zeloti guerriglieri, avrebbero accentuato il messianismo, e sarebbero conosciuti nel mondo ellenistico come cristiani (chrestianói), traduzione della parola ebraica per messianisti (ad essi si riferisce, per Cascioli, Plinio il Giovane, nel sua corrispondenza relativa al rescritto imperiale con lo stesso imperatore Traiano, nonché gli stessi Tacito e Svetonio (che parla di un generico "Cresto" o "Chrestos"), quando parlano delle presunte persecuzioni subite dalla chiesa, o delle agitazioni delle comunità ebraiche). Solo nel II secolo sarebbe nata la vera e propria Chiesa che avrebbe usato, per combattere l'idea di Messia spirituale degli gnostici ellenizzanti, la figura di Giovanni di Gamala, assumendo anche elementi non ebraici, poi divenuti la maggioranza e usi pagani (culti di Mitra e Dioniso riflessi nell'eucaristia e altri riti).
Secondo le tesi del Cascioli nella precedente epoca di Nerone, i giudei messianisti, ovvero i cristiani, presenti anche nella comunità ebraica della capitale e ancora in guerra aperta in Giudea, erano avversi violentemente al potere romano e per questo non amati (fu facile perciò addossargli colpe non commesse come l'incendio di Roma del 64). L'ultimo imperatore dei giulio-claudii non perseguitò i "cristiani", quindi, ma condannò a morte solo alcuni facinorosi ebrei messianisti - che auspicavano la distruzione di Roma al passaggio della stella Sirio - seguendo le leggi romane, molto severe per la pena di incendio doloso, soprattutto se compiuto da stranieri. Secondo la lex Cornelia de sicariis et veneficiis, voluta da Silla, l'omicidio a seguito di incendio veniva punito con la pena di morte: per i non cittadini romani con l'esposizione alle belve oppure con il rogo (legati a croci di legno e vestiti con tuniche spalmate abbondantemente di pece alla quale appiccare il fuoco, la cosiddetta tunica molesta), mentre per i cittadini romani con la decapitazione tramite spada. Quindi non si trattava di una persecuzione religiosa, ma di crimini comuni (veri o supposti) o politici. Cascioli, riprendendo Renan, considera inverosimile che gli esseni venisse applicato questo tipo di supplizio, ritenendo falsificati passi di Tacito, Svetonio e Flavio Giuseppe che parlano di cristiani. L'incendio di Roma per Cascioli si sarebbe verificato altrimenti e in un altro periodo, e la sua attribuzione a Nerone sarebbe un falso dell'epoca di Domiziano, dato che ne parlerebbe solo Tacito (in realtà ne parlano anche altri storici, come Svetonio, e Nerone costruì la sua Domus Aurea nei luoghi in cui sono stati trovati reperti dell'incendio).
La definitiva codificazione biblica e falsificazione della storia, secondo Cascioli, sarebbe avvenuta solo con il canone cristiano definitivo, attuato per motivi politici dall'imperatore Costantino, nel IV secolo. Anche queste tesi di Cascioli sono criticate e non accettate dalla maggioranza degli storici

### Diffusione
La tesi sostenuta da Cascioli non ha incontrato particolare diffusione. In ambito accademico gli storici hanno finora sostanzialmente ignorato le sue ricerche e quelle degli studiosi autodidatti coevi.
La tesi di un "Gesù guerrigliero" poi unito alle figure misteriche è diffusa principalmente su siti internet, dando vita a numerosi studi amatoriali paralleli, spesso in ambito cospirazionista, come quello di Alessandro De Angelis, Acharya S e David Donnini (gli studi di quest'ultimo saranno ripresi da Mauro Biglino).
Nell'ambito dell'ateismo e del razionalismo, nell'ottobre 2008 Cascioli, Emilio Salsi, Giancarlo Tranfo e altri, i principali studiosi amatoriali mitisti-pseudostoricisti che sostengono l'esistenza di Giovanni di Gamala, hanno tenuto un convegno a Mulazzo (Massa-Carrara), nella frazione di Arpiola, sotto l'egida dell'associazione Axteismo (un piccolo movimento attivo nell'area del nuovo ateismo in Italia), onde discutere e fissare i punti principali della loro tesi.
Il libro di Cascioli figura nella biblioteca di testi sull'ateismo e la religione dell'Unione degli Atei e degli Agnostici Razionalisti (UAAR), la principale organizzazione italiana di noncredenti.

### Fonti storiche usate da Cascioli
Sebbene nei suoi libri non riporti una precisa bibliografia, Cascioli ha ammesso però (specialmente nelle sue conferenze) di aver preso alcuni spunti da studiosi come Emilio Salsi (che propone una tesi molto simile, sulla scia di quella di Cascioli e dopo di lui ne porta avanti gli studi), Daniel Massé, Emilio Bossi della corrente mitista-anticlericale del XIX secolo, Afanasij Ivanovič Bulgakov. In particolare, la tesi di un Gesù di Gamala, figlio di Giuda il Galileo, è stata sostenuta inizialmente da Bulgakov e Massé, e quest'ultimo parla di un Giovanni di Gamala come personaggio realmente esistito, e sostiene che il Gesù storico fosse uno dei figli di Giuda, favorendo l'identificazione fra i due.
Cascioli ha però acquisito più notorietà rispetto a molti altri contemporanei studiosi per la sua attività militante, che ebbe il suo culmine nella denuncia contro la Chiesa, fino alle interviste televisive.
Alcune delle sue tesi sono riprese anche dalla tradizionale ricerca razionalista sulla Bibbia, che prese avvio dal filosofo e sacerdote cattolico francese, divenuto segretamente ateo, Jean Meslier (1664-1729); Meslier fu il primo a identificare la Nazaret biblica con una città montuosa e non con la Nazaret odierna, oltre ad essere l'inventore del termine "cristicoli". Gamala come città zelota per eccellenza ricorre dalla fine XIX secolo, ad esempio è citata nel romanzo Memorie di Giuda di Ferdinando Petruccelli della Gattina e l'identificazione con Nazareth fu proposta a partire da Joseph Turmel, scrittore, storico ed ex prete, scomunicato, e il citato Daniel Massé.
Altri autori che Cascioli ha usato come fonte sono Flavio Giuseppe, lo storico ebreo-romano dell'epoca dei Flavi, ex combattente giudaico, il filosofo neoplatonico Celso, il filosofo francese Paul-Louis Couchoud, e tra i contemporanei, oltre a Salsi, anche Daniel T. Unterbrink (che identifica la base del mito non in Giovanni di Gamala ma nello stesso Giuda il Galileo).

### Altre pubblicazioni di Luigi Cascioli
A integrazione de La favola di Cristo ha inoltre pubblicato:
- La morte di Cristo (Cristiani e Cristicoli)

Il volume riporta, commentati dall'autore, i passi di svariati storici e scrittori che non avrebbero fatto alcuna menzione di Gesù Cristo nei loro scritti: Valerio Massimo (vissuto al tempo di Tiberio), Seneca (4 a.C.-65), Plinio il Vecchio (23-79), Flacco (34-62), Lucano (39-65), Dione Crisostomo (40-120), Stazio (45-96), Plutarco (45-125), Silio Italico (25-100), Marziale (65-95), Petronio Arbitro (morto nel 65), Quintiliano (65-97), Giovenale (55-140), Apuleio, Pausania, Giusto di Tiberiade (ebreo-romano della Galilea), Dione Cassio. In calce al libro l'autore elenca una brevissima bibliografia consistente in: La Sacra Bibbia (ed. CEI), Le avventure di Pinocchio (ed. Mondadori), La grande cucina (ed. Garzanti). In realtà si tratta di una burla che egli rivolge agli storici "seri" e agli studiosi cattolici che si lamentavano e lo contrastavano in primis per la sua irriverenza unitamente alla mancanza di note e di citazioni in lingue antiche nei suoi testi.
- Lettera aperta al Vaticano

Volumetto contenente un elenco di oltre 60 scrittori nati dalla fine del Seicento ai tempi nostri (e che negarono l'esistenza di Gesù) redatto da Kenneth Humphreys, oltre alla "lettera" che dà il nome al titolo, pubblicata sul sito ufficiale
Ha inoltre scritto un romanzo dal titolo La statua nel viale e numerosi articoli su internet in cui attacca la religione e la Chiesa cattolica. Al momento della morte stava lavorando al progetto di un nuovo libro, su quello che definiva "l'imbroglio di Fátima".

### Contesto degli studi

#### Giovanni di Gamala o Gesù?
Cascioli sposa apertamente quello che è comunemente conosciuto come filone mitico (iniziato nella seconda metà del XVIII secolo), riguardante una ricostruzione della figura di Gesù che porterebbe alla sua inesistenza storica. Nel dettaglio della sua teoria Cascioli darebbe per assodata la storicità di Giovanni di Gamala.

#### Il problema della storicità di Gesù
Cascioli afferma che «Gesù non ebbe nel primo secolo e per tutta la prima metà del secondo il significato di nome proprio» basandosi sui lavori di quattro tra i maggiori storici non cristiani (Plinio il Giovane, Flavio Giuseppe, Svetonio e Tacito, oltre a Plutarco), evidentemente rigettando il cosiddetto Testimonium Flavianum, un testo considerato un'interpolazione da alcuni studiosi, non solo "alternativi", tra cui alcuni che affermano anche che Giuseppe non avrebbe mai riconosciuto Gesù come Messia/Cristo (come viene detto invece nel passo citato in cui lo storico scrive: "Egli era il Cristo" e addirittura ne accredita la resurrezione), in quanto ebreo osservante ed ortodosso e non cristiano.
Invalidando come interpolazione il testo di Giuseppe, rimangono solo i "cristiani" (per i mitisti sono gli ebrei "messianisti") e i generici Cristo (in Tacito) e Crestos (in Svetonio) nelle fonti contemporanee.

## Critiche e confutazioni delle sue tesi
Silvio Barbaglia, sacerdote cattolico e docente di Scienze bibliche presso il Seminario San Gaudenzio della diocesi di Novara, ha scritto il documento La favola di Cascioli, con l'intenzione di confutare punto per punto le tesi dell'autore di Bagnoregio. Quest'ultimo ha risposto al documento di don Barbaglia attraverso una conferenza, tenutasi a Venezia il 16 maggio 2007, la quale è stata a sua volta oggetto di un'altra conferenza tenuta sempre da don Barbaglia il 5 luglio 2007 a Novara.
Anche lo studioso e biblista Mauro Pesce, nella postfazione del libro Inchiesta su Gesù si esprime indirettamente in contrasto con le posizioni di Cascioli; nel libro scrive:
(Mauro Pesce, Inchiesta su Gesù, Mondadori, 2006)

## Altre iniziative
Per protesta contro la chiusura di alcuni siti internet contrari alla Chiesa cattolica, Cascioli ha pubblicato sul suo sito una lunga lettera aperta corredata da elenchi di vittime dell'Inquisizione e dello Stato Pontificio nella quale minaccia di operare, in senso provocatorio, con l'aiuto di un ex sacerdote, un atto simile alla cosiddetta "consacrazione della panetteria":
Prosegue poi definendo la Chiesa "stirpe di criminali" con cui

## Opere
- La favola di Cristo. Inconfutabile dimostrazione della non esistenza di Gesù (PDF), autopubblicato, 2002 (archiviato dall'url originale il 30 dicembre 2013).
- Lettera aperta al Vaticano, autopubblicato, 2005.
- La morte di Cristo (Cristiani e cristicoli), autopubblicato, 2007.
- La statua nel viale, autopubblicato.

Altro
- Giancarlo Tranfo, La croce di spine. Gesù: la storia che non vi è stata ancora raccontata, Luigi Cascioli (prefazione), Chinaski Edizioni, 2008.